# Chronologie des attentats attribués à l'Armée révolutionnaire bretonne
Ci-dessous, une liste non exhaustive des attentats et tentatives d'attentats attribués ou revendiqués par le Front de Libération de la Bretagne et de ses autres organisations armées (Armée Révolutionnaire Bretonne et Armée Républicaine Bretonne).

## Premiers attentats (1966-1972)
| Date                        | Ville/Lieu                                           | Action/Cible                                                                         | Notes |  |
| --------------------------- | ---------------------------------------------------- | ------------------------------------------------------------------------------------ | --- |  |
| 6 mars 1966                 | Saint-Nazaire (Loire-Atlantique)                     | Des militants lancent des cocktails Molotov contre le bâtiment de la sous-préfecture | |  |
| 11 juin 1966                | Lorient (Morbihan)                                   | Tentative d'incendie contre un immeuble des contributions directes.                  | |  |
| 17 juin 1966                | Saint-Brieuc (Côtes-d'Armor)                         | Tentative d'incendie des bureaux de la perception                                    | L'action est signée du sigle FLB, que la police retrouve en même temps que la bombe incendiaire placée dans les sous-sols du bâtiment. |  |
| 1967 (date exacte inconnue) | Trémuson (Côtes-d'Armor)                             | Tentative de vol d'explosifs dans une carrière                                       | |  |
| 13 juillet 1967             | La Paquelais, Vigneux-de-Bretagne (Loire-Atlantique) | Lucien Divard, membre du FLB, fait sauter un bâtiment des PTT                        | L'auteur signe son action d'un BZH, clin d'œil à l'interdiction de coller cet emblème à l'arrière des voitures                         |  |
| 11 janvier 1968             | Plouescat (Finistère)                                | Bâtiments de la perception                                                           | |  |
| 12 janvier 1968             | Saint-Brieuc (Côtes-d'Armor)                         | Bâtiments de la préfecture                                                           | |  |
| 12 janvier 1968             | Quimper (Finistère)                                  | Bâtiments de la préfecture                                                           | |  |
| 28 avril 1968               | Saint-Brieuc (Côtes-d'Armor)                         | Caserne de la CRS 13                                                                 | Le garage ainsi que les véhicules qui y étaient entreposés sont complètement détruits.                                                 |  |
| 30 avril 1968               | Hennebont (Morbihan)                                 | Gendarmerie                                                                          | |  |
| 30 avril 1968               | Pluvigner (Morbihan)                                 | Bâtiments de la perception                                                           | |  |
| 5 septembre 1968            | Pont-Aven (Finistère)                                | Mairie                                                                               | |  |
| 5 septembre 1968            | Rosporden (Finistère)                                | Bâtiments de la perception                                                           | |  |
| 6 juin 1971                 | Rennes (Ille-et-Vilaine)                             | Destruction de camions de transports laitiers                                        | |  |
| 22 juin 1971                | Rennes (Ille-et-Vilaine)                             | Entreprise de matériel automobile                                                    | |  |
| 22 juin 1971                | Fougères (Ille-et-Vilaine)                           | Bureaux de maître Massard                                                            | |  |
| 18 novembre 1971            | Redon (Ille-et-Vilaine)                              | Palais de justice                                                                    | |  |
| 28 novembre 1971            | Dinan (Côtes-d'Armor)                                | Bâtiments de la sous-préfecture                                                      | |  |
| ?? janvier 1972             | Saint-Malo (Ille-et-Vilaine)                         | Bâtiments des douanes                                                                | |  |
| 12 janvier 1972             | Rennes (Ille-et-Vilaine)                             | Faculté des sciences de Rennes                                                       | |  |
| 12 janvier 1972             | Redon (Ille-et-Vilaine)                              | Palais de justice                                                                    | |  |
| 19 février 1972             | Saint-Brieuc (Côtes-d'Armor)                         | Bâtiments de l'inspection académique                                                 | |  |
| 23 février 1972             | Quiberon (Morbihan)                                  | Statue du Général Hoche                                                              | |  |
| 12 avril 1972               | Saint-Malo (Ille-et-Vilaine)                         | Villa de Francis Bouygues                                                            | L'attentat est attribué au FLB, bien qu'en 1999, la DST avouera l'avoir commis dans le but de discréditer le mouvement breton.         |  |
| 10 avril 1972               | Paris                                                | Tentative d'attentat au colis piégé                                                  | Il s'agit d'une des toutes premières actions du FLB en dehors des frontières de la Bretagne.                                           |  |
| 5 août 1972                 | Rennes (Ille-et-Vilaine)                             | Gare SNCF                                                                            | |  |
| 8 décembre 1972             | Saint-Brieuc (Côtes-d'Armor)                         | Centre des impôts                                                                    | |  |

## Radicalisation (1973-1974)
| Date            | Ville/Lieu                  | Action/Cible                                              | Notes |  |
| --------------- | --------------------------- | --------------------------------------------------------- | --- |  |
| 12 juillet 1973 | Fouesnant (Finistère)       | Tentative d'attentat contre le chantier d'une gendarmerie | |  |
| 29 janvier 1974 | Nantes (Loire-Atlantique)   | Bâtiments du 33e Régiment d’Infanterie de Nantes          | |  |
| 14 février 1974 | Plounéour-Ménez (Finistère) | Émetteur de Roc'h Trédudon                                | L'attentat de Roc'h Trédudon va priver l'Ouest de la Bretagne de télévision pendant quelques mois. |  |
| 26 juin 1974    | Brest (Finistère)           | Gendarmerie                                               | Le lendemain de cet attentat, le départ du Tour de France était donné à Brest et de nombreux médias étaient sur place, ce qui explique son relatif retentissement. Le 30 décembre 1974, onze militants sont néanmoins arrêtés avec, parmi eux, Corentin Puillandre, qui sera le seul inculpé devant la Cour de sûreté de l'État, précisément pour cet attentat. |  |
| 5 août 1974     | Quimper (Finistère)         | Fokker F27 de la compagnie aérienne Air Inter             | |  |
| 6 décembre 1974 | Bécherel (Ille-et-Vilaine)  | Trois camions laitiers                                    | |  |

## «Années de poudre» (1975-1979)
| Date              | Ville/Lieu                                 | Action/Cible                                                                                                 | Notes |  |
| ----------------- | ------------------------------------------ | --- | --- |  |
| 3 janvier 1975    | Brest (Finistère)                          | Bâtiments du centre automobile de la Marine                                                                  | Revendiqué par le Front de Libération de la Bretagne - Libération Nationale et Socialisme et sa branche armée l'Armée de Libération de la Bretagne. |  |
| 9 février 1975    | Quimper (Finistère)                        | Gymnase d'un lycée                                                                                           | |  |
| 1er mars 1975     | Brest (Finistère)                          | Palais de justice                                                                                            | |  |
| 10 juin 1975      | Rennes (Ille-et-Vilaine)                   | Bâtiments de la Police Judiciaire                                                                            | |  |
| 8 juillet 1975    | Locminé (Morbihan)                         | Presbytère                                                                                                   | |  |
| 12 juillet 1975   | Cléguérec (Morbihan                        | Gendarmerie                                                                                                  | |  |
| 14 juillet 1975   | Guer (Morbihan)                            | Statues militaires de École spéciale militaire de Saint-Cyr                                                  | |  |
| 27 juillet 1975   | Quimper (Finistère)                        | Bâtiments de la Direction départementale de l'Agriculture et de la Forêt                                     | |  |
| 27 juillet 1975   | Nantes (Loire-Atlantique)                  | Tentative d'attentat contre les bâtiments de la Direction départementale de l'agriculture                    | Trois militants de Guérande, Pierre Loquet, Dominique Crochard et Gérard Coriton sont arrêtés. |  |
| 27 juillet 1975   | Saint-Aubin-du-Cormier (Ille-et-Vilaine)   | Camp militaire de la Lande d'Ouée                                                                            | |  |
| 29 juillet 1975   | Vannes (Morbihan)                          | Cité administrative                                                                                          | |  |
| 15 août 1975      | Brennilis (Finistère)                      | Site nucléaire de Brennilis                                                                                  | Deux explosions détruisent un poste de téléphone et font des dégâts sur la prise d'eau servant à refroidir une turbine. |  |
| 26 août 1975      | Rennes (Ille-et-Vilaine)                   | Domiciles d'Henri Fréville, sénateur et maire de Rennes, et de François Le Douarec, député d'Ille-et-Vilaine | 13 personnes sont inculpées devant la Cour de Sûreté. C’est le résultat de l’Opération Sultan IV, destinée initialement à démanteler le F.L.B.-L.N.S., et qui a donc des résultats bien plus larges. Parmi les personnalités connues du mouvement breton arrêtées, on trouve l’Abbé Le Breton, Yann Fouéré, Dr Yves Gourves et Yann Puillandre. Des manifestations populaires conduisent à la libération provisoire de la plupart d’entre eux en décembre. |  |
| 19 septembre 1975 | Saint-Brieuc (Côte d'Armor)                | Palais de justice                                                                                            | |  |
| 22 septembre 1975 | Malestroit (Morbihan)                      | Un bulldozer                                                                                                 | |  |
| 23 septembre 1975 | Vannes (Morbihan)                          | Locaux des Républicains indépendants                                                                         | |  |
| 24 septembre 1975 | Vannes (Morbihan)                          | Palais des Arts et de la Culture                                                                             | |  |
| 17 décembre 1975  | Brest (Finistère)                          | Bâtiments de la Police Judiciaire                                                                            | |  |
| 20 décembre 1975  | Saint-Brieuc (Côte d'Armor)                | Palais de Justice                                                                                            | |  |
| 17 avril 1976     | Paris                                      | Siège de la société Transocean et le domicile de son PDG                                                     | Ces deux actions étaient liées à la politique sociale que menait cette entreprise dans son usine de Brest, jugée désastreuse par les militants du FLB. |  |
| 3 juillet 1976    | Tours (Indre-et-Loire)                     | Locaux EDF                                                                                                   | |  |
| 14 juillet 1976   | Locronan (Finistère)                       | Tentative d'attentat contre une gendarmerie                                                                  | |  |
| 25 juillet 1976   | Quimper (Finistère)                        | Banque nationale de Paris                                                                                    | L'attentat fut commis en plein jour. |  |
| 27 juillet 1976   | Locronan (Finistère)                       | Gendarmerie                                                                                                  | |  |
| 2 août 1976       | Brest (Finistère)                          | Hôtel des impôts                                                                                             | |  |
| 6 août 1976       | Saint-Brieuc (Côtes-d'Armor)               | Centre des impôts                                                                                            | |  |
| 7 août 1976       | Vannes (Morbihan)                          | Palais de justice                                                                                            | |  |
| 26 septembre 1976 | Fougères (Ille-et-Vilaine)                 | Véhicules de la gendarmerie                                                                                  | |  |
| 29 septembre 1976 | Ty-Vougeret, près de Dineault (Finistère)  | Camp militaire du 41e régiment d'infanterie de ligne                                                         | |  |
| 30 septembre 1976 | Plouedern (Finistère)                      | Bureaux des entreprises Lagadec                                                                              | |  |
| 10 novembre 1976  | Rennes (Ille-et-Vilaine)                   | Rectorat d'académie                                                                                          | |  |
| 21 octobre 1976   | Rennes (Ille-et-Vilaine)                   | Centre des impôts                                                                                            | |  |
| 7 novembre 1976   | Dinan (Côtes-d'Armor)                      | Centre des impôts                                                                                            | |  |
| 6 décembre 1976   | Brest (Finistère)                          | Chantier des entreprises Lagadec                                                                             | |  |
| 6 décembre 1976   | Plougastel-Daoulas (Finistère)             | Chantier des entreprises Lagadec                                                                             | |  |
| 8 décembre 1976   | La Roche-Maurice (Finistère)               | Barrage des entreprises Lagadec                                                                              | |  |
| 11 décembre 1976  | Sizun (Finistère)                          | Barrage des entreprises Lagadec                                                                              | |  |
| 19 décembre 1976  | Saint-Malo (Ille-et-Vilaine)               | Bâtiments des douanes                                                                                        | |  |
| 22 décembre 1976  | Rennes (Ille-et-Vilaine)                   | Cercle des officiers                                                                                         | |  |
| 7 janvier 1977    | Brest (Finistère)                          | Chantier des entreprises Lagadec                                                                             | |  |
| 8 janvier 1977    | Kerastang, près de Saint-Renan (Finistère) | Carrière des entreprises Lagadec                                                                             | |  |
| 9 janvier 1977    | Saint-Malo (Ille-et-Vilaine)               | Palais de justice                                                                                            | |  |
| 24 janvier 1977   | Dinan (Côtes-d'Armor)                      | Voiture de l'EDF                                                                                             | |  |
| 6 janvier 1977    | Redon (Ille-et-Vilaine)                    | Cité administrative                                                                                          | |  |
| 6 janvier 1977    | Rennes (Ille-et-Vilaine)                   | Centre des redevances de l'ORTF et de Radio T.B.                                                             | |  |
| 8 février 1977    | Lizio (Morbihan)                           | Pylône électrique                                                                                            | |  |
| 12 février 1977   | Broons (Côtes-d'Armor)                     | Statue de Bertrand du Guesclin                                                                               | Du Guesclin, natif de Broons, était considéré comme un traître par les nationalistes bretons. |  |
| 13 février 1977   | Saint-Brieuc (Côtes-d'Armor)               | Six véhicules de gendarmerie                                                                                 | |  |
| 20 mars 1977      | Rennes (Ille-et-Vilaine)                   | Local EDF | |  |
| 25 mars 1977      | Quimper (Finistère)                        | Caserne de la Tour d'Auvergne                                                                                | |  |
| 22 avril 1977     | Quimper (Finistère)                        | Hôtel de police et tentative d'attentat contre l'antenne de la Légion Étrangère                              | |  |
| 22 avril 1977     | Saint-Nic (Finistère)                      | Résidence secondaire de Jacques Le Guyader Despree, maire de Châteaulin                                      | |  |
| 1er mai 1977      | Broons (Côtes-d'Armor)                     | Chantier d'une gendarmerie                                                                                   | |  |
| 18 mai 1977       | Plouzané (Finistère)                       | Chantier des entreprises Lagadec                                                                             | |  |
| 29 mai 1977       | Saint-Brieuc (Côtes-d'Armor)               | Banque de France et Banque Populaire d'Armorique                                                             | |  |

- 09 - 06 Rédené (Finistère) engins Lagadec
- 09 - 06 Plounéour-Ménez (Finistère) engins Lagadec
- 12 - 06 Cesson-Sévigné (Ille-et-Vilaine) (Centre commun d'études de télévision et télécommunications)
- 07 - 07 Bénodet (Finistère) Pavillon-témoin Pujos
- 10 - 07 Saint-Malo (Ille-et-Vilaine) Centres EDF-GDF
- 10 - 07 Dinan (Côtes-d'Armor) Centres EDF-GDF
- 16 - 07 Saint-Brieuc (Côtes-d'Armor) 7 véhicules de gendarmerie
- 18 - 07 Morlaix (Finistère) Hôtel des impôts
- 19 - 07 Guissény (Finistère) Engin de terrassement de la sablière
- 30 - 07 Canville-la-Rocque (Manche) Bulldozer Lasnon (centrale nucléaire de Flamanville)
- 23 - 08 Barneville-Carteret (Manche) Caterpillar entreprise Castel (Flamanville)
- 18 - 09 Morlaix (Finistère) Hôtel des impôts
- 20 - 09 Brest (Finistère) Lettres aux lotisseurs de Penfoul en Benodet action du 07-07
- 10 - 10 Pontivy (Morbihan) Bâtiment district EDF
- 12 - 10 Quimper (Finistère) Préfecture FLB
- 20 - 10 Châteaubriant (Loire-Atlantique) Hôtel des impôts
- 21 - 10 Nantes (Loire-Atlantique) Garage Mercédès
- 21 - 10 Saint-Herblain (Loire-Atlantique) Garage Mercédès
- 21 - 10 Brest (Finistère) cuve à mazout de la marine
- 21 - 10 Brest (Finistère) locaux de la sécurité militaire
- 21 - 10 Guingamp (Côtes-d'Armor) Recette des finances
- 21 - 10 Tréveneuc (Côtes-d'Armor) Centre de vacances de la police
- 22 - 10 Pré-en-Pail (Mayenne) Relais TV. Destruction du relais de télévision de Pré-en-Pail, en Mayenne, privant près de 17 départements de l'Ouest d'émissions télévisés pendant plusieurs semaines.

## 1978
- 15 - 01 Paris  Siège de la société des grands Travaux de l'Est (construction du camp militaire près de Chateaulin)
- 15 - 01 Quimper (Finistère) Caserne de La Tour d'Auvergne et Ets. Ducassou
- 15 - 01 Lorient (Morbihan) Ets. Ducassou
- 16 - 01 Redon (Ille-et-Vilaine) Bureaux de l'EDF
- 16 - 01 Ploërmel (Morbihan) Hôtel des impôts (raté)
- 16 - 01 Quimper (Finistère) entreprise de construction
- 07 - 02 Rostrenen (Côtes-d'Armor) Perception
- 07 - 02 Carhaix (Finistère) Hôtel des finances
- 20 - 03 Rennes (Ille-et-Vilaine) Agence de la BNP
- 20 - 03 Rennes (Ille-et-Vilaine) local technique de la DDE
- 20 - 03 Fougères (Ille-et-Vilaine) Société générale
- 26 - 03 Vern-sur-Seiche (Ille-et-Vilaine) Centre de commandes de la Shell(marée noire)
- 11 - 04 Rennes (Ille-et-Vilaine) Dépôt de l'assoc. Culture & Diffusion (origine probable: extrême-droite française visant le Parti communiste marxiste-léniniste de France)
- 17 - 04 Pont-Aven (Finistère) Statue de Théodore Botrel
- 09 - 05 Châteaulin (Finistère) HLM en construction destiné à loger des militaires de l'Armée de Terre et de la Gendarmerie
- 11 - 05 Rennes (Ille-et-Vilaine) Préfecture de Région
- 12 - 05 Rennes (Ille-et-Vilaine) Maison de la Radio, station de télévision FR3
- 12 - 05 Dinard (Ille-et-Vilaine) Secrétariat d'Hervé Bourges
- 12 - 05 Dinard (Ille-et-Vilaine) Fourgon de police
- 16 - 05 Brest (Finistère) Services de l'équipement (marée noire)
- 17 - 05 St-Brieuc (Côtes-d'Armor) Locaux de la gendarmerie
- 24 - 05 Portsall (Finistère) deux engins de travaux publics (marée noire)
- 25 - 05 Dinan (Côtes-d'Armor) Locaux de la gendarmerie
- 29 - 05 Nantes (Loire-Atlantique) Direction régionale de la Shell (marée noire)
- 29 - 05 Saint Brieuc gendarmerie
- 15 - 06 Rennes (Ille-et-Vilaine) Préfecture
- 26 - 06 Versailles (Yvelines) Château de Versailles.
- 21 - 07 Bannalec (Finistère) Gendarmerie
- 22 - 07 Quimperlé (Finistère) Gendarmerie et tribunal d'instance (même bâtiment)
- 01 - 08 Carhaix (Finistère) Gendarmerie
- 28 - 10 Ty-Vougeret en Dinéault (Finistère) canalisation souterraine de la caserne
- 25 - 12 Guingamp (Côtes-d'Armor) Sous-préfecture
- 28 - 12 Quiberon (Morbihan) Statue du général Hoche

## 1979
- 03 - 01 Quimper Antenne de l'armée de l'air.
- 14 - 01 Brennilis (Finistère) destruction de deux pylônes de la ligne haute-tension partant de la centrale. La centrale ne pouvant plus évacuer l'électricité produite, elle doit être arrêtée. C'est la première fois qu'un groupe terroriste perturbe le fonctionnement d'une centrale nucléaire.
- 24 - 02 Saint-Servais (Côtes-d'Armor) tentative de vol d'explosifs
- 06 - 03 Lannion (Côtes-d'Armor) Camp militaire
- 06 - 03 Saint-Brieuc (Côtes-d'Armor) immeuble des Renseignements Généraux
- 06 - 03 Brest (Finistère) immeuble EDF-GDF et caserne
- 06 - 03 Guingamp centre EDF
- 06 - 03 Paris bâtiment appartenant à EDF.
- 09 - 04 Aucaleuc, près de Dinan (Côtes-d'Armor) Camp militaire
- 09 - 04 Dol-de-Bretagne mairie
- 29 - 04 Saint-Brieuc (Côtes-d'Armor) immeuble des Renseignements Généraux
- 30 - 05 Plouézec (Côtes-d'Armor) Villa de M. Le Taillanter. Attentat à Bréhec contre la villa, résidence secondaire du commissaire Roger Le Taillanter, directeur du SRPJ de Rennes. Revendication FLB. En plein jour, un commando de quatre hommes débarque, ligote la femme du commissaire, et fait tomber en ruine sa demeure. Le commissaire était qualifié « d'adversaire direct et privilégié » par les nationalistes bretons

## 1980
- 15 - 03 Plogoff une bombe composée de sept kilogrammes de poudre d'alumine est retrouvée à Trogor, là où stationnaient les gendarmes mobiles pendant l'enquête d'utilité publique liée au projet de centrale nucléaire à la pointe du Raz

- 03 - 06 Saint-Didier (Ille-et-Vilaine) ligne SNCF Paris-Brest
- 06 - 06 Saint-Didier (Ille-et-Vilaine) ligne SNCF Paris-Brest

## 1983
- Octobre/novembre 1983. Nouvelle vague d'attentats en Bretagne (dont cité judiciaire de Rennes) signés ARB (disparition du sigle FLB).
- 15 - 10 Rennes (Ille-et-Vilaine) Cité judiciaire, revendication ARB.
- 22 - 12 Rennes (Ille-et-Vilaine) Trésorerie générale, revendication ARB.

## 1984
- 01 - 05 St-Brieuc (Côtes-d'Armor) Agence de travail temporaire
- 01 - 05 Rennes (Ille-et-Vilaine) Direction Départ. du Travail (échec)
- 01 - 08 Quimper (Finistère) Radio Bretagne Ouest (Radio France)
- 04 - 08 Arzon (Morbihan) transformateur EDF à Kerjouanno (manqué, un auteur blessé) bretonne|ARB.
- 11 - 10 Lannion (Côtes-d'Armor) ANPE
- 11 - 10 Brest (Finistère) ANPE
- 12 - 12 Lannion (Côtes-d'Armor) ANPE
- 12 - 12 Brest (Finistère) ANPE
- 27 - 12 Neuillac siège de la Cogema

## 1985
- 01 -01 Neuillac près de Pontivy COGEMA, revendication ARB.
- 04 - 06 Guingamp (Côtes-d'Armor) ANPE, Palais de justice et permanence du député maire PS de Guingamp Maurice Briand. Un jeune militant, Christian Le Bihan, 25 ans, est déchiqueté à Guingamp par la bombe qu'il s'apprêtait à déposer au Palais de justice.

## 1988
- 20 - 01 Quimper (Finistère) immeuble URSSAF, revendication ARB.
- 20 - 01 Rennes (Ille-et-Vilaine) rectorat d'académie, revendication ARB.
- XX - 09 Pontivy (Morbihan) hôtel des Impôts, revendication ARB.
- 20 - 12 Châteaulin (Finistère) pylônes électriques, revendication ARB.

## 1989
- 07 - 05 Nantes (Loire-Atlantique) Hôtel de région des Pays de la Loire, revendication ARB.

## 1990
- XX - XX Quimper (Finistère) Cité Administrative.

## 1992
- 05 - 08 Locmariaquer (Morbihan) CIA du site mégalithique, revendication ARB.

## 1993
- XX - 03 Gourin (Morbihan) Perception, revendication ARB.
- 08 - 06 Saint-Aubin-du-Cormier (Ille-et-Vilaine) Gendarmerie, revendication ARB.

## 1994
- 24 - 04 Saint-Brice-en-Coglès (Ille-et-Vilaine) Perception, revendication ARB, dynamite NC4.
- 06 - 09 Attentat à la perception d'Évran, près de Dinan, revendication ARB.
- entre le 10 - 08 et le 14 - 09 Lorient, société d'armement de pêche Jégo-Quéré (manqué), revendication ARB,dynamite NC4.
- 07 - 10 Attentat à la perception de Combourg, revendication ARB.

## 1995
- 10 - 04 Guidel (Morbihan) Société immobilière Sun Mer, revendication ARB.
- 08 - 06 Auray (Morbihan) locaux E.D.F., revendication ARB.
- 08 - 11 Carnac (Morbihan) Archéoscope, revendication ARB.

## 1996
- 10 - 02 Louvigné-du-Désert (Ille-et-Vilaine)Gendarmerie,revendication ARB, dynamite NC4.
- 16 - 04 Rennes (Ille-et-Vilaine) Trésor Public, revendication ARB.
- entre le 30-04 et le 02-05 Saint-Herblain centre EDF-GDF, revendication ARB.
- 23 - 05 Morlaix (Finistère) Compagnie Générale des eaux, revendication ARB.
- 23 - 05 Crac'h (Morbihan) Compagnie Générale des eaux, revendication ARB.
- 23 - 05 Fouesnant (Finistère) Lyonnaise des Eaux, revendication ARB.
- 0x - 06 Surzur (Morbihan) Mairie, colis piégé adressé au maire, manqué (« Askell Groc'hen » ?), considéré comme une "provocation" par l'ARB.
- 26 - 06 Saint-Herblain (Loire-Atlantique) installations EDF, revendication ARB, dynamite, chlorate de sodium, sucre, poudre noire.
- 26 - 06 Caudan (Morbihan) agence EDF-GDF, revendication ARB, dynamite NC4.
- 05 - 07 Rennes (Ille-et-Vilaine) Cité Judiciaire; action dirigée avec des explosifs contre la cité administrative de Rennes; revendication ARB.

## 1998
- En septembre 1998, un pain de plastic est découvert sous les fenêtres de la gendarmerie de Liffré, en Ille-et-Vilaine.
- nuit du 29 au 30 octobre 1998 : une explosion a détruit une quinzaine de bureaux du service d'actions culturelles à l'hôtel de ville de Belfort, ville de Jean-Pierre Chevènement, ministre de l'intérieur en exercice et ancien maire de la ville. On retrouve le même explosif qu'en 1996 avec l'attentat contre la cité administrative de Rennes. L'explosion, revendiquée par l'ARB, fait plusieurs millions de francs de dégâts, mais aucun blessé. Un correspondant anonyme revendique dans la foulée l'attentat au nom de l'ARB auprès de l'AFP et de Radio Bretagne Ouest. Le 12 novembre 1998, l'organisation clandestine bretonne revendique l'action dans un communiqué signé du kuzul meur (le grand conseil).
- Les cibles suivantes furent choisies parmi les symboles de «l'État colonial français»:
- 14 août 1998, Liffré, Cesson-Sévigné (Ille-et-Vilaine), gendarmeries, attentat non revendiqué.
- 3 octobre 1998, Liffré (Ille-et-Vilaine), perception, attentat manqué et non revendiqué, dynamite NC2.
- nuit du 13 au 14 novembre 1998 : attentat à l'hôtel des impôts du bourg de Matignon, dans les Côtes-d'Armor, revendication ARB. Devant l'importance des faits, le parquet de Dinan est dessaisi de l'affaire au profit de la 14e section du parquet de Paris chargée des affaires terroristes ; dynamite NC2 ou NC4.
- 23-24 décembre 1998, Gouarec (Côtes-d'Armor), brigade de gendarmerie, revendication ARB,dynamite NC2.

## 1999
- 22 janvier 1999, Saint-Pol-de-Léon (Finistère), bombe artisanale contre une borne électrique, tract ARB.
- 26 janvier 1999, Callac (Côtes-d'Armor), perception, attentat raté, revendication ARB, dynamite NC2.
- 29 janvier 1999, palais de justice de Mayenne, revendication ARB, dynamite NC2.
- 24 février Relais électrique à Saint Goueno (Côtes-d'Armor), revendication ARB, dynamite de type NC2.
- 26 février Gendarmerie d'Antrain (Ille-et-Vilaine), revendication ARB.
- 6 mars perception de Morlaix (Finistère), revendication ARB, dynamite de type NC2.
- 9 mars perception de Paimpol (Côtes-d'Armor), dynamite NC2.
- 10 mars perception de Guichen (Ille-et-Vilaine), dynamite de type NC2.
- 9 avril bombe désamorcée devant la perception de La Gacilly (Morbihan), dynamite NC2.
- 18 juin 1999 : Attentat à la perception de Cintegabelle, fief électoral de Lionel Jospin, deux jours après le refus du président de la République, avalisé par le Premier ministre, de ratifier la Charte des langues régionales et minoritaires. Dans un entretien publié l'année dernière par une revue basque, l'ARB annonçait vouloir «ne plus se limiter à des attentats symboliques»
- 28 septembre 1999 : Vol de plus de huit tonnes d'explosifs  et de cordeau dans un dépôt d'explosifs de la société Titanobel (à l'époque Titanite), à Plévin, en Côtes-d'Armor. Dynamite Titadyn 30 A de fabrication autrichienne.  Article connexe : Affaire de Plévin
- 5 novembre 1999, Carhaix (Finistère), Hôtel des finances, explosion provoquée par les démineurs à 9h51, revendication FLB, dynamite Titadyn 25 A ou 30 A. Le FLB ne s'était pas manifesté depuis 1979, certains évoquent même la reconstitution d'une branche droitière du terrorisme.
- 25 novembre 1999, Saint-Herblain (Loire-Atlantique), ANPE, attentat raté, dynamite 30 A, (explosifs Plévin), revendication ARB. La police a récupéré 2,5 kilogrammes de dynamite : le réveil-déclencheur était tombé en panne.
- 29 novembre 1999, Rennes (Ille-et-Vilaine), ANPE, attentat raté (12 bâtonnets de 100 g de dynamites, explosifs Plévin) à 8 h 20, revendication ARB. La police a désamorcé en plein jour une charge signalée par un écriteau «Attention, bombe ARB».
- 10 décembre 1999, Callac (Côtes-d'Armor), perception, 1 blessé léger, charge 1 kilogramme, dynamite Titadyn 25 A ou 30 A, attribution ARB.

## 2000
- 13 janvier 2000, Dol-de-Bretagne, perception, tentative, dynamite Titadyne 30 A.
- 13 janvier 2000, Pontorson, perception, nature de l'explosif indéterminée.
- 23 janvier 2000, La Baule (Loire-Atlantique), mairie, explosion non revendiquée, pas de blessé, dynamite Titadyne 30 A.
- Vannes (Morbihan), 3e Régiment d'infanterie de marine, alerte à la bombe sans bombe.
- nuit du 8 au 9 mars 2000, Quévert, trois coups de feu sont tirés contre le restaurant McDonald's.
- 11 mars 2000 : une bombe (explosifs nitratés ou dynamite Titadyne 30 A) explose au bâtiment des impôts d'Argentré-du-Plessis (Ille-et-Vilaine), l'attentat n'est pas revendiqué[3].
- 14 avril 2000, des dégradations présentées comme légères sont commises au restaurant McDonald's de Pornic (Loire-Atlantique), revendication ARB. Une charge minime a explosé. Nature de l'explosif indéterminable par l'analyse chimique. Restes d'emballage de Titadyn retrouvés (?) le 2 mai 2000. Cette affaire reste très confuse.
- 19 avril 2000, Rennes (Ille-et-Vilaine), bombe désamorcée au bureau de poste du mail Mitterrand, près des Chèques Postaux (explosifs Plévin),dynamite Titadyne 30 A[4].
- 19 avril 2000 : une bombe (dynamite Titadyne 30 A) explose au McDonald's de Quévert, près de Dinan, tuant une employée[5],[4].